# Nordic Re-Finance
Nordic Re-Finance AB ist ein schwedisches Unternehmen, das sich mit Leasing sowie der Finanzierung von Schienenfahrzeugen, darunter auch spurgebundene Arbeitsmaschinen und Zweiwegefahrzeuge, beschäftigt. Der Firmensitz ist in Bankeryd in der Gemeinde Jönköping.

## Geschäftsmodell
Nordic Re-Finance wurde 2006 gegründet und hat sich auf die Vermietung oder Finanzierung schienengebundener Fahrzeuge spezialisiert. Für die gängigsten Lokomotivtypen im Vermietpool verfügt die Firma über ein eigenes Ersatzteillager. Bevorzugt  werden langfristige Mietverträge.

## Fahrzeuge
Das Unternehmen besitzt zum Stand Dezember 2021 über 100 Schienenfahrzeuge für Streckenunterhalt, Güter- und Personenverkehr sowie Rangierlokomotiven, darunter:
- 16 Bombardier Traxx F140 AC2 mit ATC für Schweden und Norwegen – ETCS für Norwegen und ETCS für Schweden werden bis Januar 2023 nachgerüstet
- 08 NRFAB Rc4 und 1 NRFAB Rc2 mit ATC für Schweden und Norwegen – ETCS für Norwegen und ETCS für Schweden werden bis September 2022 nachgerüstet
- 32 NRFAB Tme mit ATC für Dänemark, Schweden und Norwegen – ETCS für Norwegen und ETCS für Schweden werden bis Januar 2023 nachgerüstet
- 07 NRFAB TMZ mit ATC für Schweden und Norwegen – ETCS für Norwegen und ETCS für Schweden werden bis Oktober 2023 nachgerüstet
- 02 NRFAB T44 mit ATC für Schweden und Norwegen
- 02 NRFAB T43 mit ATC für Schweden und Norwegen
- 01 NRFAB T43 257, ehemalige Versuchslokomotive, mit ATC für Schweden und Norwegen
- 01 NRFAB LC 800 mitATC für Schweden und Norwegen, ETCS vorbereitet[2]
- 13 NRFAB V5
- 03 NRFAB Z65
- 19 NRFAB Z70
- 04 Zweiwegefahrzeug CRT 330 F2/40 Tatravagonka A.S. Poprad
- 05 Robel 54.22 Serie 7 – Schwerkleinwagen